# Lancia Esaro
Il Lancia Esaro è un autocarro italiano prodotto dalla Lancia Veicoli Industriali nello stabilimento di Bolzano durante la seconda guerra mondiale.

## Storia

Il caratteristico muso dell'Esaro.

Questo autocarro, identificato dalla ditta come Serie 267, come si deduce dal nome fa parte della famiglia di autocarri prodotti dalla Lancia a partire dal famoso modello Lancia Ro. In particolare è una variante del Lancia 3Ro. L'Esaro versione BM fu sviluppato nel 1941 e prodotto essenzialmente per uso militare dal 1942 al 1945. La versione diesel, la NM, fu prodotta invece nel dopoguerra dal 1946 al 1948. Nel 1947 infatti era entrato in produzione il nuovo pesante della casa, il Lancia Esatau.
Caratterizzato da grande robustezza e bassi consumi, fu usato con soddisfazione dal Regio Esercito in molte delle versioni militari del più grande 3Ro. Come il fratello maggiore, dopo l'armistizio la produzione continuò a beneficio delle truppe tedesche.

## Tecnica
Il mezzo è ampiamente basato sull'autotelaio, la meccanica e le carrozzerie del Lancia 3Ro. Differiva invece per la motorizzazione. Infatti furono prodotte due varianti: la NM (Nafta Militare) diesel e la BM a benzina. Per la variante BM il motore era il Lancia 102 a 5 cilindri da 6875 cm³ del 3Ro modificato però a benzina e depotenziato ad 80 hp per contenere i consumi. Nel 1946 l'Esaro ricevette anche il Lancia 102 diesel, con le stesse caratteristiche di cilindrata ma anch'esso depotenziato ad 81 hp rispetto ai 96 del 3Ro. I modelli prodotti per la Wehrmacht dopo l'armistizio ricevettero anche la cabina standardizzata in legno "Einheits".